# 博尔斯特朗
博尔斯特朗是德国巴伐利亚州的一个市镇。总面积20.37平方公里，总人口1081人，其中男性550人，女性531人（2011年12月31日），人口密度53人/平方公里。